# Spinetaxalus
Spinetaxalus – rodzaj chrząszczy z rodziny kózkowatych i podrodziny zgrzypikowych. 

## Zasięg występowania
Przedstawiciele tego rodzaju występują w Kamerunie oraz na Madagaskarze.

## Systematyka
Do Spinetaxalus należą 2 gatunki:
- Spinetaxalus camerunensis,
- Spinetaxalus fuscodiscalis.